# Jaime Lusinchi
Jaime Lusinchi, né à Clarines (État d'Anzoátegui) le 27 mai 1924 et mort le 21 mai 2014 à Caracas, est un médecin et homme d'État vénézuélien. Député et sénateur, il est président de la République de 1984 à 1989.

## Carrière politique
D'origine corse, Lusinchi est membre du parti social-démocrate Action démocratique. Candidat à l’élection présidentielle qui devait désigner le successeur de Luis Herrera Campins (du parti social chrétien COPEI), dont le gouvernement avait dû réaliser des changements drastiques dans l'économie du pays, Lusinchi obtint un résultat impressionnant aux élections et jouit d'une importante cote de popularité pendant tout son mandat. Son gouvernement est stable, malgré les changements que demandait le pays, ce qui se traduit par un approfondissement de la corruption publique, et une crise économique, sociale et politique.
De même que son camarade de parti et successeur au gouvernement, Carlos Andrés Pérez, il est jugé dans des affaires de corruption en relation avec sa secrétaire privée, Blanca Ibañez. L'opinion publique accuse Ibañez de posséder un pouvoir excessif dans le gouvernement, en rapport avec les relations personnelles qu'elle a avec Lusinchi. Les cas de Lusinchi et Pérez érodent la crédibilité du parti social démocrate et, pour beaucoup, ceci est à l'origine du phénomène représenté par Hugo Chávez.
En 1988, quasiment à la fin de son mandat constitutionnel, advient le sanglant massacre de El Amparo.